# Іст-Монпельє (Вермонт)
Іст-Монпельє (англ. East Montpelier) — місто (англ. town) в США, в окрузі Вашингтон штату Вермонт. Населення — 2598 осіб (2020).

## Демографія
Згідно з переписом 2010 року, у місті мешкало 2576 осіб у 1068 домогосподарствах у складі 746 родин. Було 1129 помешкань
Расовий склад населення:
| - 96,6 % — білих - 0,7 % — чорних або афроамериканців - 0,5 % — азіатів - 0,3 % — корінних американців |

До двох чи більше рас належало 1,7 %. Частка іспаномовних становила 1,6 % від усіх жителів.
За віковим діапазоном населення розподілялося таким чином: 21,3 % — особи молодші 18 років, 62,6 % — особи у віці 18—64 років, 16,1 % — особи у віці 65 років та старші. Медіана віку мешканця становила 46,2 року. На 100 осіб жіночої статі у місті припадало 99,5 чоловіків;  на 100 жінок у віці від 18 років та старших — 98,0 чоловіків також старших 18 років.
Середній дохід на одне домашнє господарство  становив 77 698 доларів США (медіана — 67 844), а середній дохід на одну сім'ю — 93 241 долар (медіана — 77 841). Медіана доходів становила 54 922 долари для чоловіків та 44 519 доларів для жінок. За межею бідності перебувало 5,5 % осіб, у тому числі 4,7 % дітей у віці до 18 років та 0,0 % осіб у віці 65 років та старших.
Цивільне працевлаштоване населення становило 1308 осіб. Основні галузі зайнятості: освіта, охорона здоров'я та соціальна допомога — 31,4 %, науковці, спеціалісти, менеджери — 14,5 %, роздрібна торгівля — 11,1 %, публічна адміністрація — 10,2 %.